# Esther Sternberg
Esther Sternberg (née en 1951 à  Montréal) est  professeur de médecine et directrice de recherche au Centre pour la médecine intégrative du collège de médecine de l'université d'Arizona.

## Biographie
Esther Sternberg est docteur en médecine de l'université McGill.
Elle est connue pour ses découvertes sur les interactions entre le cerveau et le système immunitaire et les relations entre la santé et les émotions.
Elle a écrit de nombreux articles scientifiques publiés dans des revues de premier plan dont Science, Nature Reviews Immunology, Nature Medicine, The New England Journal of Medicine, Scientific American et Proceedings of the National Academy of Sciences.